# Compsilura sumatrensis
Compsilura sumatrensis là một loài ruồi trong họ Tachinidae.